# Meester van het leven van Jozef

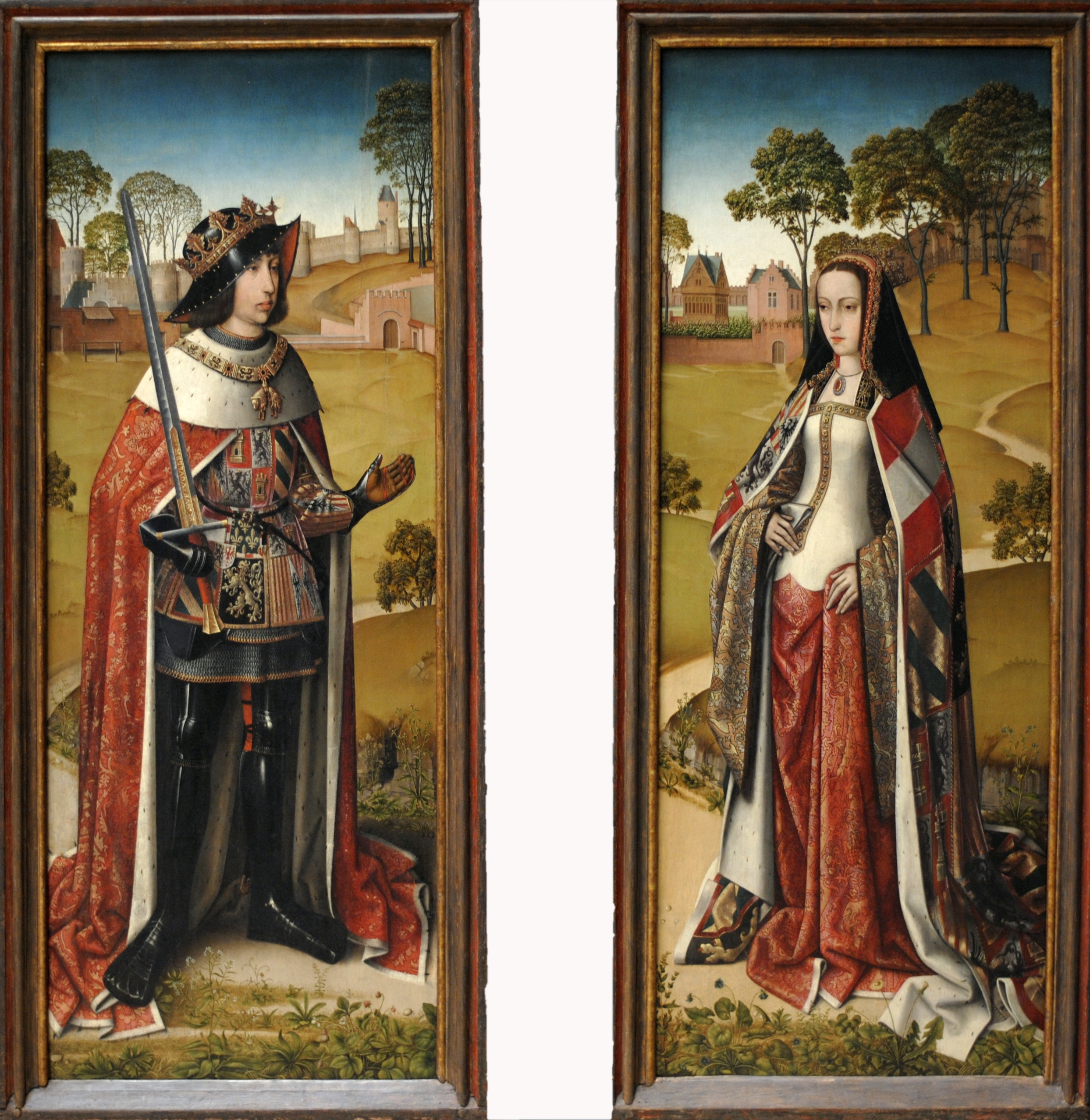
Triptiek van Zierikzee, 1505-06, Koninklijke Musea voor Schone Kunsten van België, Brussel

De Meester van het leven van Jozef, ook bekend als de Meester van Affligem, was een schilder uit Vlaanderen die tussen 1470 en 1500 waarschijnlijk in Brussel werkte. De Koninklijke Musea voor Schone Kunsten van België dateren de Tripiek van Zierikzee op 1505 à 1506, omdat Filips de Schone wordt afgebeeld als koning wat hij pas op 14 januari 1506 werd, zodat de activiteit van de kunstenaar met bijna 10 jaar wordt verlengd ten opzichte van de periode vooropgesteld door Bernhard Ridderbos, Anne van Buren en Henk Th. van Veen. Soms wordt de meester vereenzelvigd met de hofschilder van Filips de Schone, Jacob van Laethem.

## Biografie
Biografische gegevens over de kunstenaar met deze noodnaam ontbreken, zodat over zijn leven weinig kan gezegd worden. Stilistisch werd hij beïnvloed door Rogier van der Weyden. Een belangrijk deel van zijn werk (Triptiek van de Abdij van Affligem) werd vroeger zelfs toegeschreven aan deze laatste. Zijn noodnaam kreeg hij van Max J. Friedländer in 1926, naar een serie van zes tondi van zijn hand met beelden over het leven van de Bijbelse figuur Jozef. Die tondi bevinden zich nu in de Gemäldegalerie in Berlijn (Inv.-Nr.: 539 A–D), de Alte Pinakothek in München (Inv.-Nr.: 13189) en het Metropolitan Museum of Art in New York (Inv.-Nr.: 53.168).
Later werd een andere reeks van werken over het leven van Christus en van de Maagd, nu in de Koninklijke Musea voor Schone Kunsten van België, door Friedländer aan dezelfde kunstenaar toegeschreven. Deze werken waren afkomstig uit de abdij van Affligem, vandaar de alternatieve naam voor deze kunstenaar. Op het paneel met de besnijdenis is in het kader de tekst “TE BRVESELE” terug te vinden, maar ook de stijl van de door hem geschilderde gebouwen wijzen op Brussel als zijn werkplaats.
De bekende Zierikzee-triptiek wordt ook aan de meester van het leven van Jozef toegeschreven. Van deze triptiek zijn de twee zijluiken met de portretten van Philips de Schone en Johanna van Castilië zeer bekend, het middendeel met een voorstelling van het laatste oordeel is dat veel minder. Dit werk wordt eveneens bewaard in de Koninklijke Musea voor Schone Kunsten van België te Brussel.

## Werken
- Berlijn, Gemäldegalerie

Jozef wordt door zijn broers in een put gegooid (Inv.-Nr.: 539 C)
Jozef wordt door zijn broers aan de  Ismaëlieten verkocht (Inv.-Nr.: 539 A)
Jozef wordt door Potifar als hoofd van zijn huishouding aangesteld (Inv.-Nr.: 539 B)
Jozef ontmoet Asnath, de dochter van  Potifera de priester van On (Inv.-Nr.: 539 D)
- München, Alte Pinakothek

Jozef en de vrouw van Potifar (Inv.-Nr.: 13189)
- New York, Metropolitan Museum of Art

Jozef verklaart de dromen van zijn celgenoten (Inv.-Nr.: 53.168)
- Brussel, Koninklijke Musea voor Schone Kunsten van België, Triptiek van de Abdij van Affligem (op paneel)

Open, middenpaneel, linkerdeel : De kruisdraging (Inv.-Nr.: 3444)
Open, middenpaneel, middendeel : Christus aan het kruis (Inv.-Nr.: 345)
Gesloten, linkerluik : De opdracht van Maria in de tempel en De boodschap aan Maria (Inv.-Nr.: 347/349)
Open, linkerluik, rechterdeel : Christus tussen de schriftgeleerden (Inv.-Nr.: 348)
Gesloten, rechterluik : De geboorte en De aanbidding der wijzen (Inv.-Nr.: 350/351)ü
Open, linkerluik, linkerdeel : De opdracht in de tempel (Inv.-Nr.: 352)
Open, rechterluik, linkerdeel : De graflegging (Inv.-Nr.: 353)
Open, rechterluik, rechterdeel : De heilige Maagd en de drie Maria's, de heiligen Johannes, Jozef van Arimathea en Nicodemus verwijderen zich van het graf (Inv.-Nr.: 354)
- Brussel, Koninklijke Musea voor Schone Kunsten van België, Triptiek van Zierikzee (paneel)

Linkerluik, voorzijde : Portret van Filips de Schone en keerzijde : De heilige Livinus (Inv.-Nr.: 2405)
Rechterluik voorzijde : Portret van Johanna de Waanzinnige en keerzijde : De heilige Martinus (Inv.-Nr.: 2406)
Middenpaneel Laatste oordeel (Inv.-Nr.: 4168)
- Windsor Castle

Portret van Filips de Schone
- Hannover, Niedersächsisches Landesmuseum

Hoofd van een jonge man (fragment – toegeschreven) Inv.-Nr.: KM 215)
- Baltimore, Walters Art Museum

Scènes uit het leven van de heilige Barbara

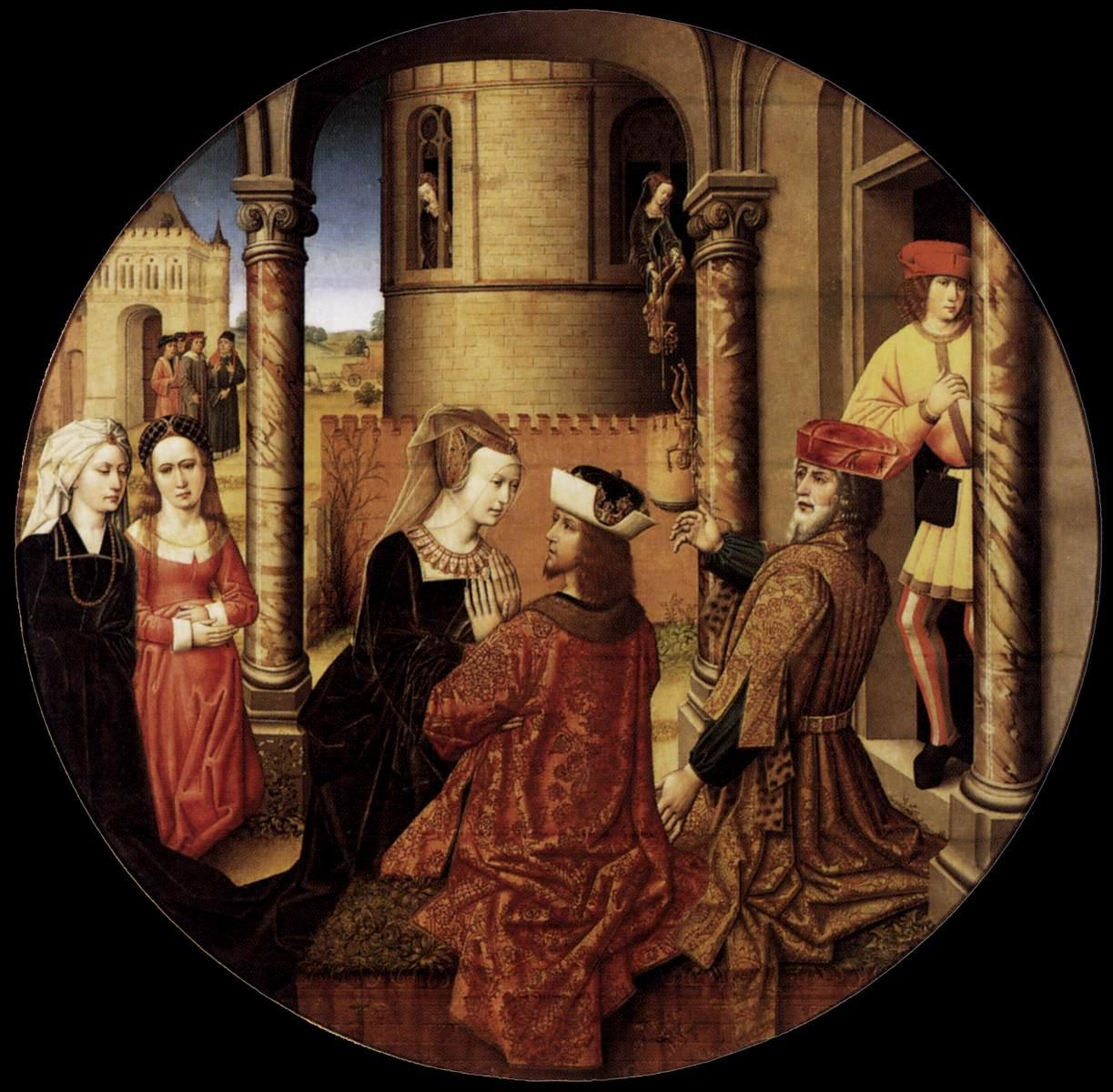
Jozef ontmoet Asnath, de dochter van Potifera de priester van On, Gemāldegalerie, Berlijn
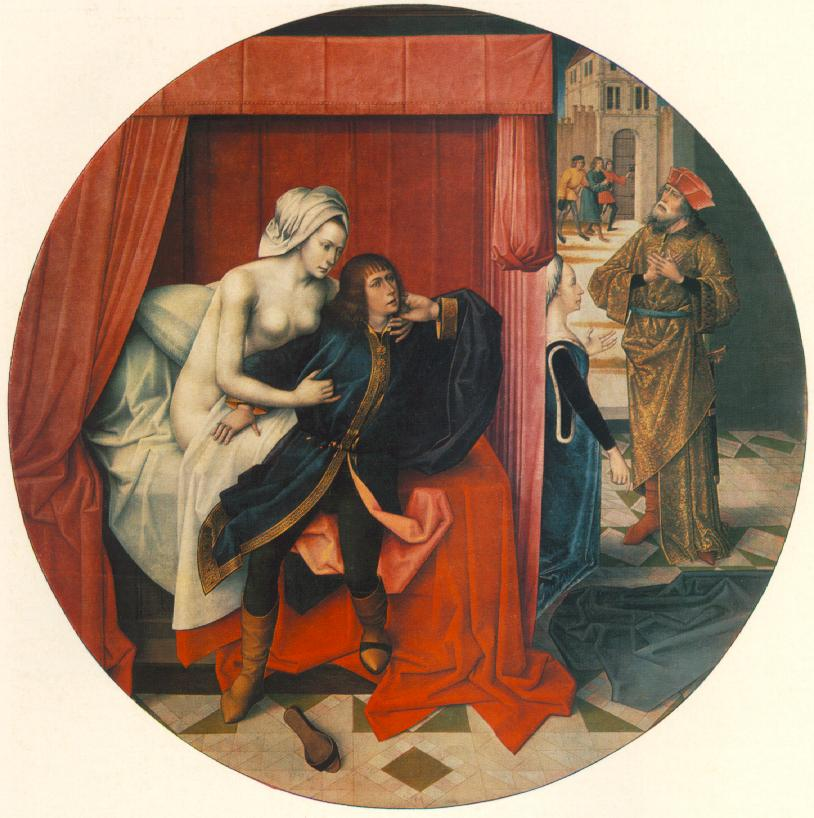
Jozef en de vrouw van Potifar, Alte Pinakothek, München
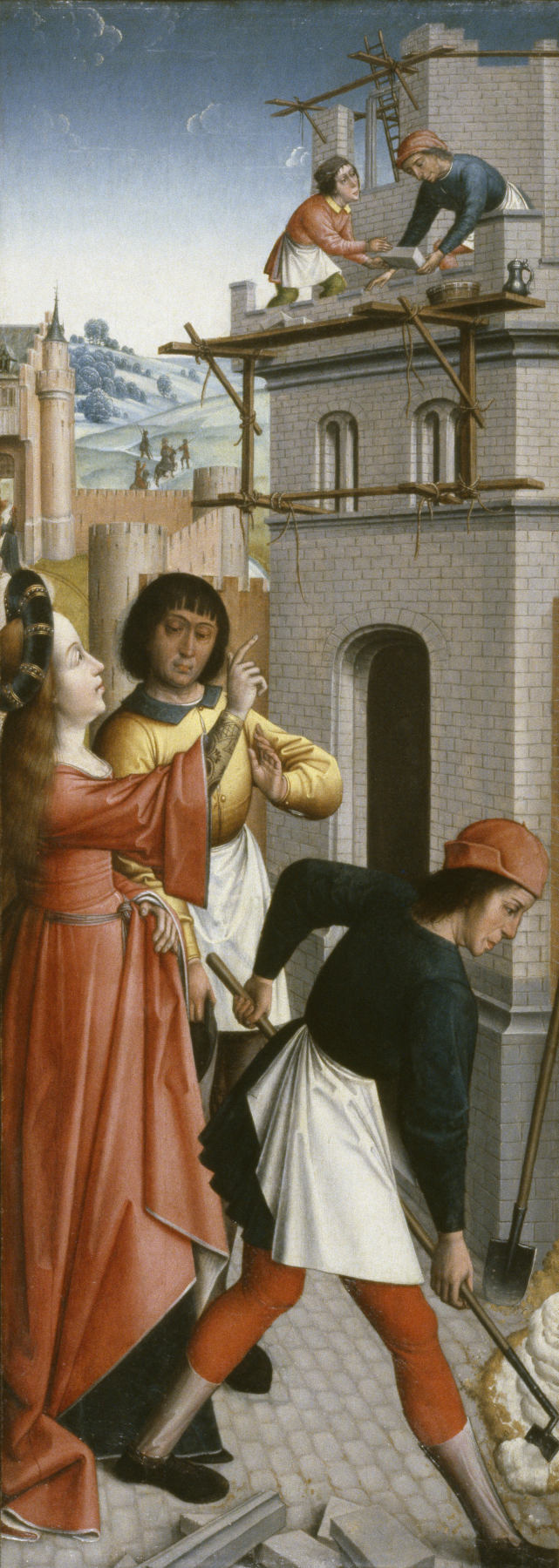
De H. Barbara bij de bouw van een derde venster in haar toren, Walters Art Museum, Baltimore

## Weblinks
- Fabritius - De triptiek van de abdij van Affligem[6]
- Walters Art Museum, Scènes uit het leven van de heilige Barbara

- Gemeinsame Normdatei: 122898990
- Library of Congress Control Number: nr2002015390
- RKD-Nederlands Instituut voor Kunstgeschiedenis: 53409
- Union List of Artist Names: 500020995
- Virtual International Authority File: 27965173
- WorldCat: E39PBJmxX4yqR3tjFQpYHWVgrq